# 데이비드 테일러 (레슬링 선수)
데이비드 모리스 테일러 3세(영어: David Morris Taylor III, 1990년 12월 5일~)는 미국의 레슬링 선수이다. 2020년 하계 올림픽에서 자유형 미들급에서 금메달을 획득하였으며, 세계 레슬링 선수권 대회에서 금메달 3개, 은메달 1개 획득했다.